# Suzana Lep Šimenko
Suzana Lep Šimenko, slovenska ekonomistka in političarka, * 30. oktober 1979, Maribor. 
Trenutno je poslanska v Državnem zboru Republike Slovenije.

## Politika
V trenutnem sklicu Državnega zbora je članica naslednjih delovnih teles:
- Komisija za odnose s Slovenci v zamejstvu in po svetu (članica)
- Odbor za finance (podpredsednica)
- Odbor za gospodarstvo (članica)
- Odbor za notranje zadeve, javno upravo in lokalno samoupravo (članica)